# Tatort: Gefährliche Wanzen
Gefährliche Wanzen ist die 43. Folge der ARD-Krimireihe Tatort. Die Erstausstrahlung der vom Süddeutschen Rundfunk produzierten Folge erfolgte am 29. September 1974 im Ersten und konnte Zuschauer in einem Marktanteil von 59 % binden. Für Kriminalhauptkommissar Eugen Lutz (Werner Schumacher) ist es sein vierter Fall. Es geht um den Ausbruch zweier Häftlinge, Industriespionage und einen Mord in diesem Zusammenhang.

## Handlung
Die Gangster Scholl und van Ammen, die gerade aus der JVA Bruchsal ausgebrochen sind, schlagen an einem Autobahnparkplatz einen Autofahrer nieder und rauben seinen PKW. Scholl wurde wegen räuberischer Erpressung und schwerer Körperverletzung, van Ammen wegen Mordes verurteilt. Scholl will nach Karlsruhe; da van Ammen ihn entgegen der Absprache nicht dorthin bringen will, kommt es zwischen den beiden Gangstern zum Streit, Scholl greift van Ammen ins Lenkrad, der Wagen kommt von der Fahrbahn ab und landet kopfüber im Graben. Scholl klettert leicht benommen aus dem Wagen, nimmt dem reglosen van Ammen Waffe und Mantel ab und verschwindet, ohne sich um seinen bisherigen Komplizen zu kümmern. Scholl nimmt kurz darauf eine Autofahrerin als Geisel, um seine Flucht fortzusetzen. Er lässt sich bis kurz vor Karlsruhe mitnehmen, nimmt der Frau das Geld ab und droht ihr für den Fall, dass sie die Polizei oder irgendwen sonst über den Vorfall informiert. Lutz und seine Kollegen erscheinen am Unfallort; der Fahrer, dem der Wagen, sein Jacket und sein Mantel gestohlen wurden, ist ebenfalls dort. Van Ammen ist tot. Das Fehlen des Mantels, den Scholl nun trägt, wird festgestellt. Auch die Papiere des Autofahrers hat Scholl mitgenommen. Lutz kann den Sachverhalt rekonstruieren und vermutet, dass Scholl nicht Richtung Frankfurt, sondern an dieser Stelle von der Autobahn abfahren wollte, um die Richtung gen Süden zu ändern.
Scholl sucht eine Ölraffinerie bei Karlsruhe auf und schleicht sich auf das Gelände. Dort ist auch gerade Lutz, der den Leiter vom dortigen Wachdienst, Herrn Wöhrle, sprechen will. Wöhrle und Lutz kennen sich von früher, da Wöhrle früher auch bei der Polizei war. Er musste den Polizeidienst quittieren, weil er gegen Scholl als Verdächtigen handgreiflich wurde. Lutz fragt Wöhrle, ob er wisse, dass Scholl geflohen sei. Dieser hatte damals gedroht, Wöhrle fertig machen zu wollen, sobald er wieder draußen sei. Lutz befürchtet, er könne die Drohung jetzt wahrmachen, doch Wöhrle hat keine Angst. Scholl nimmt an einer Führung auf dem Raffinerie-Gelände teil. Lutz’ Vorgesetzter Oberrat Mangold ist der Überzeugung, dass sich Scholl nach Frankreich abgesetzt hat; Lutz hingegen ist der Überzeugung, dass Scholl noch in Deutschland ist und sich an Wöhrle rächen möchte. Zudem spricht Scholl kein Wort Französisch, so dass er in Frankreich nicht arbeiten und leben könne. Mangold hört nicht auf Lutz und konzentriert die Fahndung auf die französische Grenze. Scholl ist derweil auf der Suche nach einem Restaurant, doch er findet nur ein geschlossenes vor. Der Wirt Witkowsky lässt ihn allerdings trotzdem herein und bekocht ihn. Witkowsky hat Scholl als entlaufenen Sträfling erkannt, lässt sich allerdings nichts anmerken. Scholl fällt auf, dass Witkowsky für einen Wirt auffällig gut gekleidet ist und eine teure Uhr hat. Scholl möchte zahlen, doch Witkowsky lädt ihn ein. Lutz ruft derweil Wöhrle an und informiert ihn, dass sich die Autofahrerin, die von Scholl gezwungen worden war, ihn mitzunehmen, sich als Zeugin gemeldet hat. Dies bestärkt Lutz in seiner Überzeugung, dass Scholl zu Wöhrle will, und er mahnt seinen ehemaligen Kollegen zur Vorsicht.
Am nächsten Morgen jedoch wird Scholl tot in der Karlsruher Innenstadt vor einem Polizeirevier aufgefunden. Offensichtlich ist er überfahren worden, allerdings gibt es keine Unfallspuren, so dass Lutz davon ausgeht, dass die Leiche absichtlich überfahren und dann vor dem Revier abgelegt worden sein muss. Oberrat Mangold maßregelt Lutz erneut, weil er den offensichtlichen Verkehrsunfall eines Gewalttäters als Mord einstuft und so andere Fälle vernachlässige. Lutz geht mit seinem Assistenten Bechthold trotzdem den Spuren nach. Er sucht die Gegend auf, in der er Scholl zuletzt vermutet hat, in die Nähe der Raffinerie, und beide suchen die wenigen Restaurants in der Gegend auf, da er etwas gegessen haben muss. Die Ermittlungen bleiben allerdings ohne Ergebnis.
Lutz sucht erneut Wöhrle auf und teilt ihm mit, dass er überzeugt ist, dass Scholl ermordet wurde. Er könne nicht so dumm gewesen sein, vor einer Polizeiwache herumzuspazieren. Lutz fragt Wöhrle routinemäßig, ob Scholl ihn gefunden habe; Wöhrle verneint dies. Lutz versichert ihm, dass er ihm glaubt. Allerdings hätte sich an Scholls Schuhen Sand gefunden, der nur auf der Raffinerie zu finden sei. Daher sehe es nicht gut für Wöhrle aus. Lutz entnimmt an der Raffinerie eine Bodenprobe. Bechthold dreht derweil am Radio und kann Stimmen aus dem Labor der Raffinerie hören, die offenbar verwanzt sind. Bechthold informiert Lutz über seine Entdeckung. Lutz sucht daraufhin den Geschäftsführer der Raffinerie, Dr. Stockinger, auf und demonstriert ihm, dass das Labor und unter Umständen auch die Vorstandsbüros abgehört werden. Dr. Stockinger trifft sich mit Lutz abhörsicher in einem Restaurant, sagt aber, dass er sich nicht vorstellen kann, dass die Konkurrenz zu solchen Mitteln greift. Zudem hätten sie nicht sehr viele Geheimnisse. Haferkamps Assistent Kreutzer wird von Lutz zum Treffen hinzugeholt. Er ist seit dem Zweiten Weltkrieg Spezialist für Funktechnik und durchleuchtet das Labor nach Wanzen. Derweil unterhält sich Lutz ein weiteres Mal mit Wöhrle. Dieser meint, sein Alibi sei ja nicht wasserdicht, er sei an dem Abend alleine gewesen und hätte das Gelände theoretisch über den Zaun am Pförtner vorbei verlassen können. Lutz glaubt weiterhin an Wöhrles Unschuld, weil er die Leiche ja wohl kaum vor dem Polizeipräsidium abgelegt hätte.
Lutz bemerkt draußen einen unbekannten Mann und versucht, diesen zu verfolgen. Vom Pförtner erfahren sie aber, dass es sich um Dr. Benz, einen dort angestellten Chemiker, handelt, der wohl etwas vergessen habe. Kreutzer entdeckt derweil die Wanzen. Die Wanzen hätten eine Betriebsdauer von 50 bis 60 Stunden, d. h., er muss regelmäßig Zugang zur Raffinerie haben. Lutz fragt Wöhrle nach Benz; dieser ist Junggeselle, scheint „von Haus aus“ wohlhabend zu sein, kleidet sich elegant, fährt teure Autos, leistet sich teure Urlaubsreisen und arbeitete zuvor in der Zentrale in Hamburg. Mangold ist mal wieder wegen Lutz‘ Ermittlungen verstimmt und kann keinen Zusammenhang zwischen dem „Unfall“ von Scholl und dem Fall der Industriespionage erkennen. Lutz vertritt die Hypothese, dass Benz die Wanzen angebracht hat und dass Scholl von der Industriespionage gewusst habe. Offensichtlich habe Scholl ein wenig mitverdienen wollen, deshalb habe Benz Scholl aus dem Weg räumen müssen. Lutz reist zu seinem Kollegen Trimmel nach Hamburg, um in der Vergangenheit von Benz zu forschen. Trimmel weiß allerdings als Vorstrafe für Dr. Benz lediglich eine wegen Trunkenheit im Verkehr zu berichten, was Lutz nicht weiterführt. Allerdings ist es seltsam, dass Benz von Hamburg nach Karlsruhe in gleicher Position versetzt wurde, also ohne eine Beförderung für den Ortswechsel erhalten zu haben. Bechthold und Kreutzer suchen derweil nach der Empfangsstation für die Mikrosender. Kreutzer meint, dass auch ein Motorboot als mobile Station in Frage komme, da man dann fliehen könnte, wenn es brenzlig wird. Lutz sucht einen Spezialisten für Wanzen auf, den ihm Trimmel empfohlen hat und der ihm die neueste Technik zeigt und ihm die Folgen der Industriespionage vor Augen führt. Der Mann gibt Lutz einige Tipps, wie er seinen Verdächtigen besser mit technischer Hilfe überwachen kann.
Zurück in Karlsruhe bringt Lutz gemeinsam mit Kreutzer den aus Hamburg mitgebrachten Sender am Auto von Dr. Benz an. Lutz spricht mit Wöhrle, der kann ihm aber über das Leben von weiteren Mitarbeitern der Raffinerie nicht weiterhelfen, da er für eine externe Firma arbeitet. Lutz teilt ihm mit, dass er in dem Todesfall Scholl noch immer ihn als Tatverdächtigen führt. Benz telefoniert nervös mit seiner Freundin, die er dringend sprechen möchte. Dann verlässt er die Raffinerie, Lutz und Kreutzer sind ihm auf den Fersen. Dr. Benz fährt zum Kernforschungszentrum und trifft sich dort in der Kantine mit seiner Freundin. Er möchte sich mit seiner Freundin eine Zeit lang nicht sehen lassen, weil er der Polizei wegen Industriespionage verdächtig sei. Seine Freundin versteht das nicht, weil sie ihre Forschungen nicht für geheim hält. Sie hat die Unterlagen über ihre Ergebnisse stets bedenkenlos an Benz weitergegeben und war bislang nicht auf die Idee gekommen, dass er Geld damit machen könnte. Sie scheint einen ersten Verdacht zu bekommen. Lutz fragt eine Frau vom Kantinenpersonal, wer diese Frau sei; es sei die Angestellte des Forschungszentrums, Fräulein Melchinger. Benz und Melchinger geraten in Streit, aber sie sagt ihm schließlich zu, ihre Unterlagen an ihn weiterzuleiten, weil er diese für seine Forschungen brauche. Lutz sucht den Geschäftsführer des Kernforschungszentrums auf; dieser vertraut aber seiner Angestellten Melchinger.
Benz sucht den Wirt Witkowsky auf, den er offensichtlich gut kennt und mit dem er zusammenzuarbeiten scheint. Lutz und Kreutzer sind allerdings Frl. Melchinger gefolgt, da diese den Wagen von Benz fährt, während dieser ein Taxi genommen hat. Melchinger fährt auf Anweisung von Benz zu Witkowsky, den sie nicht kennt. Witkowsky fordert sie auf, ihm die geforderten Unterlagen auszuhändigen, doch ihr kommt die Angelegenheit komisch vor. Witkowsky und Melchinger kommen aus Witkowskys Restaurant und fahren mit dessen Auto weg. Lutz erkennt Witkowsky, kann ihn aber nicht zuordnen. Sie folgen den beiden. Lutz fällt ein, dass Witkowsky der Wirt der Rheinterrassen ist. Lutz und Kreutzer folgen den beiden zu einer Hütte am Rhein; dort will Lutz zugreifen. Witkowsky flieht, steuert aber nach kurzer Verfolgungsjagd seinen Wagen in den Rhein. Lutz befreit Frl. Melchinger, die Witkowsky in der Hütte eingesperrt hat. Auch Benz ist dort. Benz gibt an, dass Witkowsky Scholl umgebracht hat, er habe es selbst gesehen. Lutz nimmt beide fest, Benz versichert seiner Freundin, dass er nichts mit der Industriespionage zu tun hätte, Melchinger gibt an, dass sie ihm die Informationen nur für seine Habilitation übergeben habe. Bechthold teilt Lutz mit, dass Witkowsky wohl tot sei, Taucher sind angefordert. Benz erhält ein Telefonat, das Lutz mithört.
Lutz sucht Wöhrle auf. Lutz hat gehört, dass er es war, der Benz angerufen hat. Somit ist bewiesen, dass Wöhrle an der Industriespionage beteiligt war, mit dem Mord an Scholl hat er allerdings nichts zu tun. Lutz hatte seinerzeit beobachtet, wie Wöhrle Benz gewarnt hatte. Wöhrle müsse der Haupttäter sein, denn auch Benz hatte eine Wanze in seinem Telefon. Mit den Wanzen hatte Benz also nichts zu tun, die habe alle Wöhrle angebracht. Wöhrle streitet keinen der Vorwürfe ab; er gibt auch zu, dass Benz für ihn und seine Komplizen gearbeitet hat. Er gibt sich ungerührt, da ja keine Anzeige wegen Industriespionage vorliege. Lutz nimmt Wöhrle mit aufs Präsidium, wo Mangold ziemlich ungehalten über die Ermittlungsarbeit von Lutz ist. Lutz hingegen präsentiert Wöhrle als Boss der Bande, dem man allerdings nicht viel anhaben könne, da keine Anzeige wegen Industriespionage vorliege. Mangold informiert Lutz daraufhin, dass eine Anzeige eingegangen sei, woraufhin Lutz meint, dass dies das erste Mal sei, dass er von Mangold eine angenehme Nachricht höre.

## Beteiligte
Das Szenenbild erstellte Jürgen Schmidt-Oehm, die Maske verantwortete Karl Schopp und die Kostüme stammen von Marieluise Weißkirchner.
In Gefährliche Wanzen spielen gleich zwei spätere Tatort-Ermittler mit. Dietz-Werner Steck, der zwanzig Jahre später den Stuttgarter Kommissar Ernst Bienzle spielt, ist als Pförtner zu sehen, Karl-Heinz von Hassel, später Kommissar Edgar Brinkmann aus Frankfurt, spielt einen entflohenen Häftling. Des Weiteren spielt der spätere Matula Claus Theo Gärtner aus der ZDF-Serie Ein Fall für zwei einen entflohenen Häftling und der spätere Leiter Göttmann der SOKO 5113, Werner Kreindl, einen Industriespion. Der Regisseur vieler Tatort-Episoden, Rolf von Sydow, ist ebenfalls als Industriespion zu sehen. Außerdem spielt die Synchronschauspielerin Margot Leonard (unter anderem die deutsche Stimme von Marilyn Monroe und Diana Rigg) eine Nebenrolle.